# 陈英士墓
陳英士墓是中國同盟會主要骨幹陳英士（其美）的墓葬建築群。位於陳英士家鄉，今浙江省湖州市的南郊岘山东麓。始建於民國七年（1918年）始建，民國二十三年（1934年）擴建，分墓道、石碑坊、墓穴三部份。文化大革命期間遭到嚴重破壞，1984年得到重建。現為全國重點文物保護單位。

## 历史
文化大革命期间，陈英士墓被破坏，1984年重修，1985年4月17日，湖州市举行重修陈英士墓落成典礼。

## 結構
碑坊正中匾额為孫文手书“成仁取義”四字，左側為林森题“浩氣長存”，右側為蔣中正題“精神不死”。兩側石柱上的對聯則為于右任和蔡元培題寫。
墓道長百米，拾階而上，可見墓地的第一层祭台，中央為巨型花崗岩石碑，刻有“孙大总统诔辞”，共五十三句二百十二字。由祭台两侧石阶上行，即到墓冢。墓前石碑上镌刻孫文手書“陳公英士之墓”。墓體上圆下方，正面刻“气壮山河”四字，为近代湖州書畫家王一亭子王善涛書寫。墓的圆顶上刻有中國國民黨黨徽。

## 畫廊

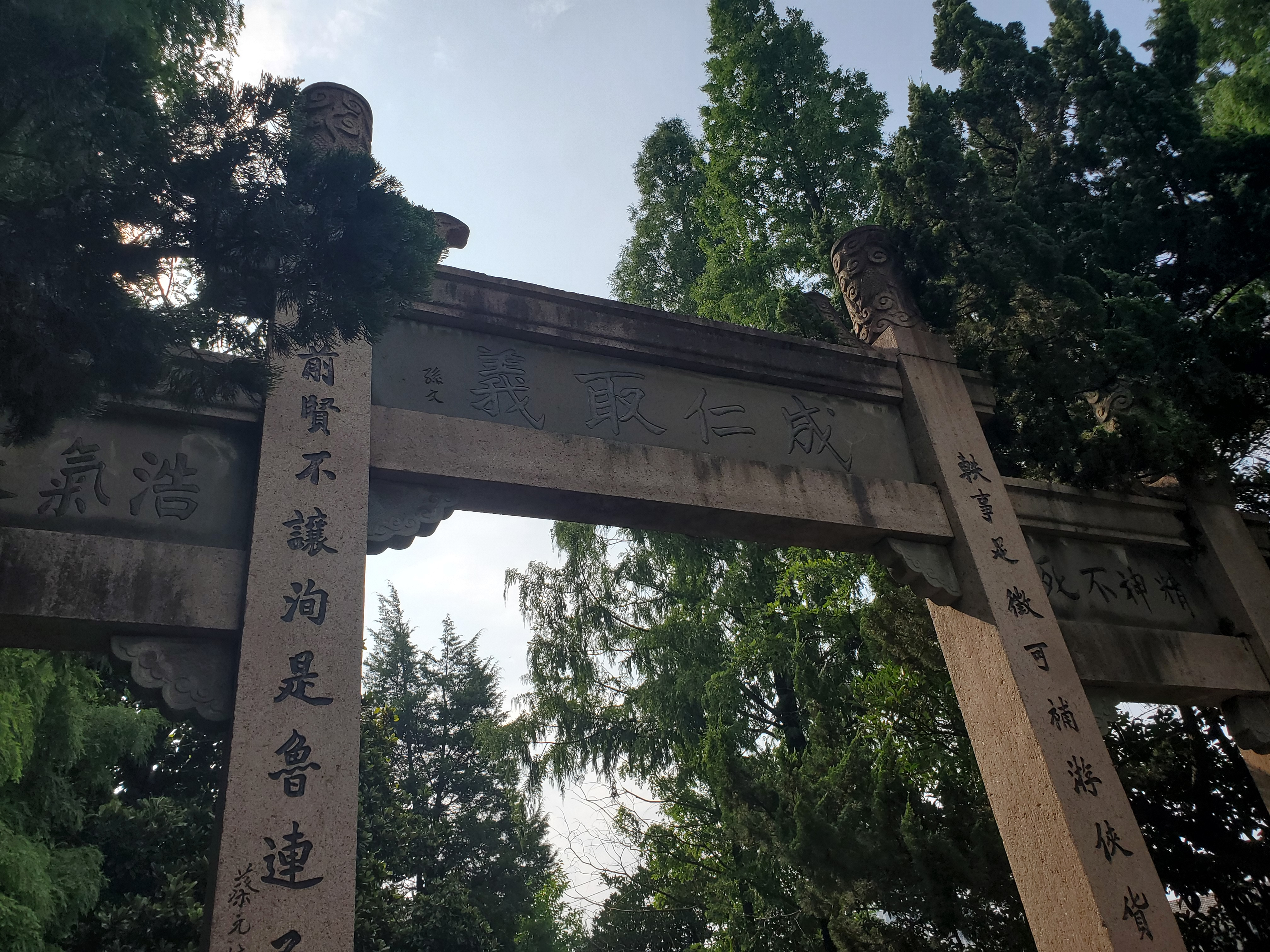
石牌坊
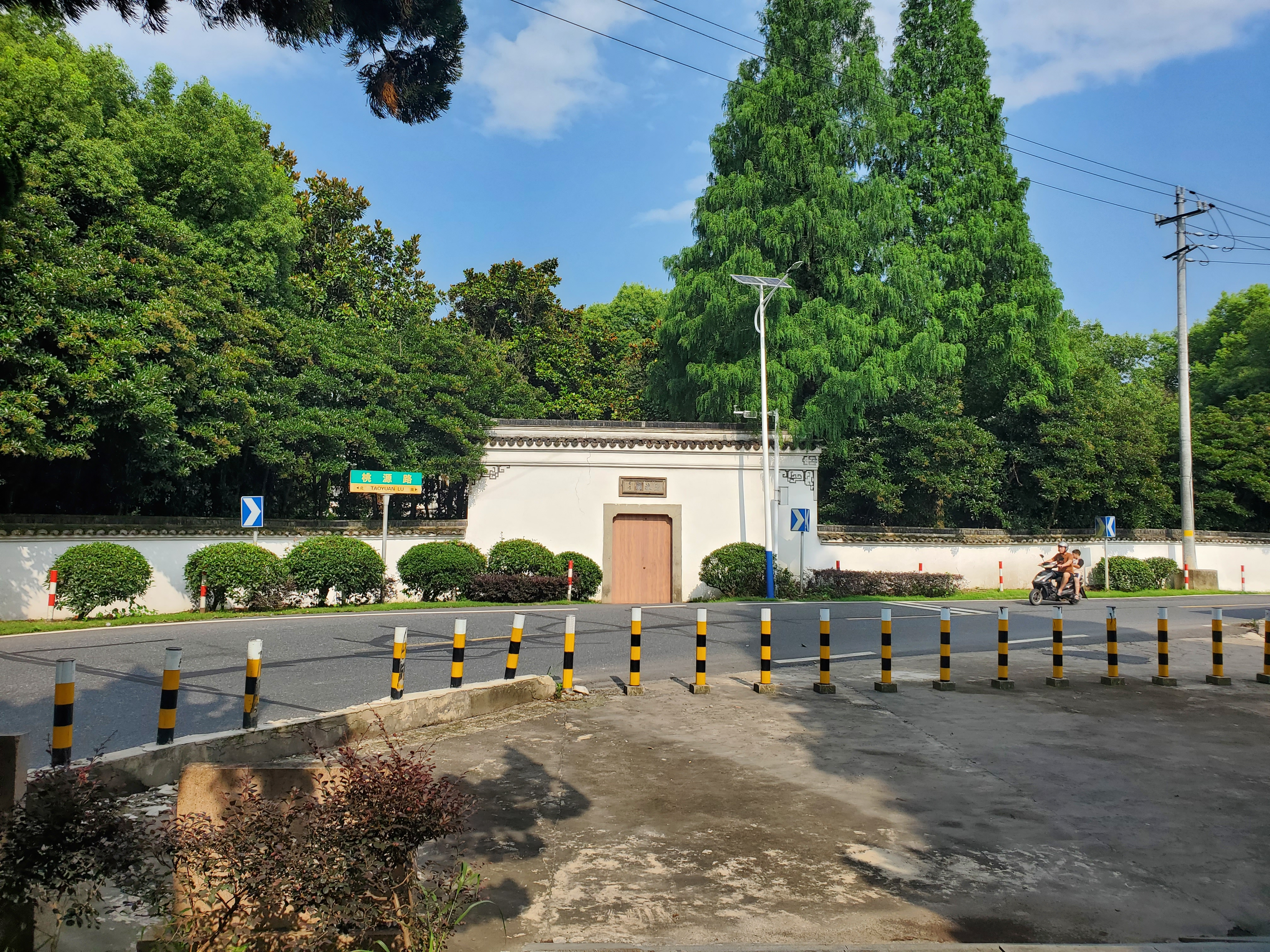
與陳英士墓隔路相望的碧波園
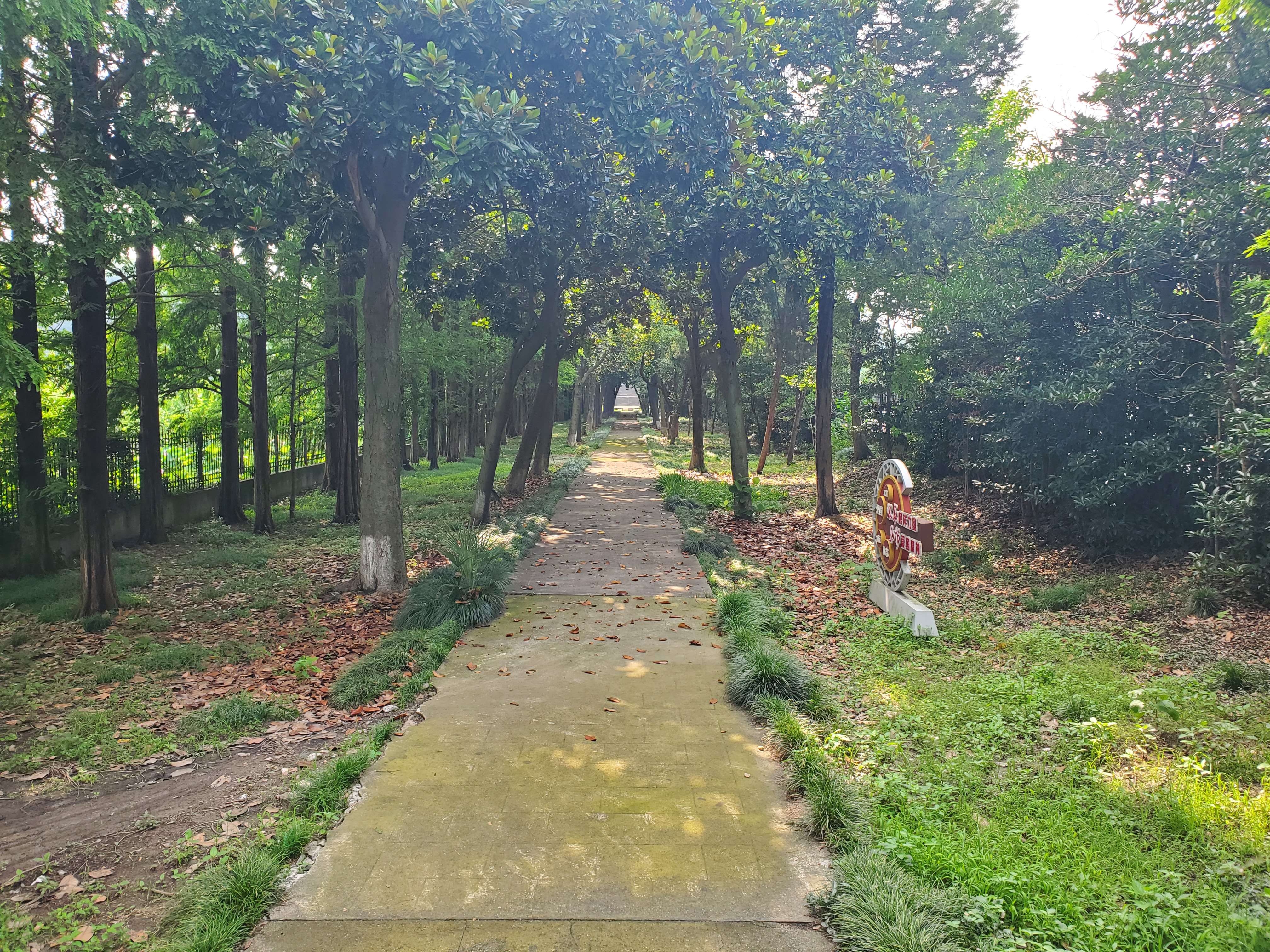
墓道
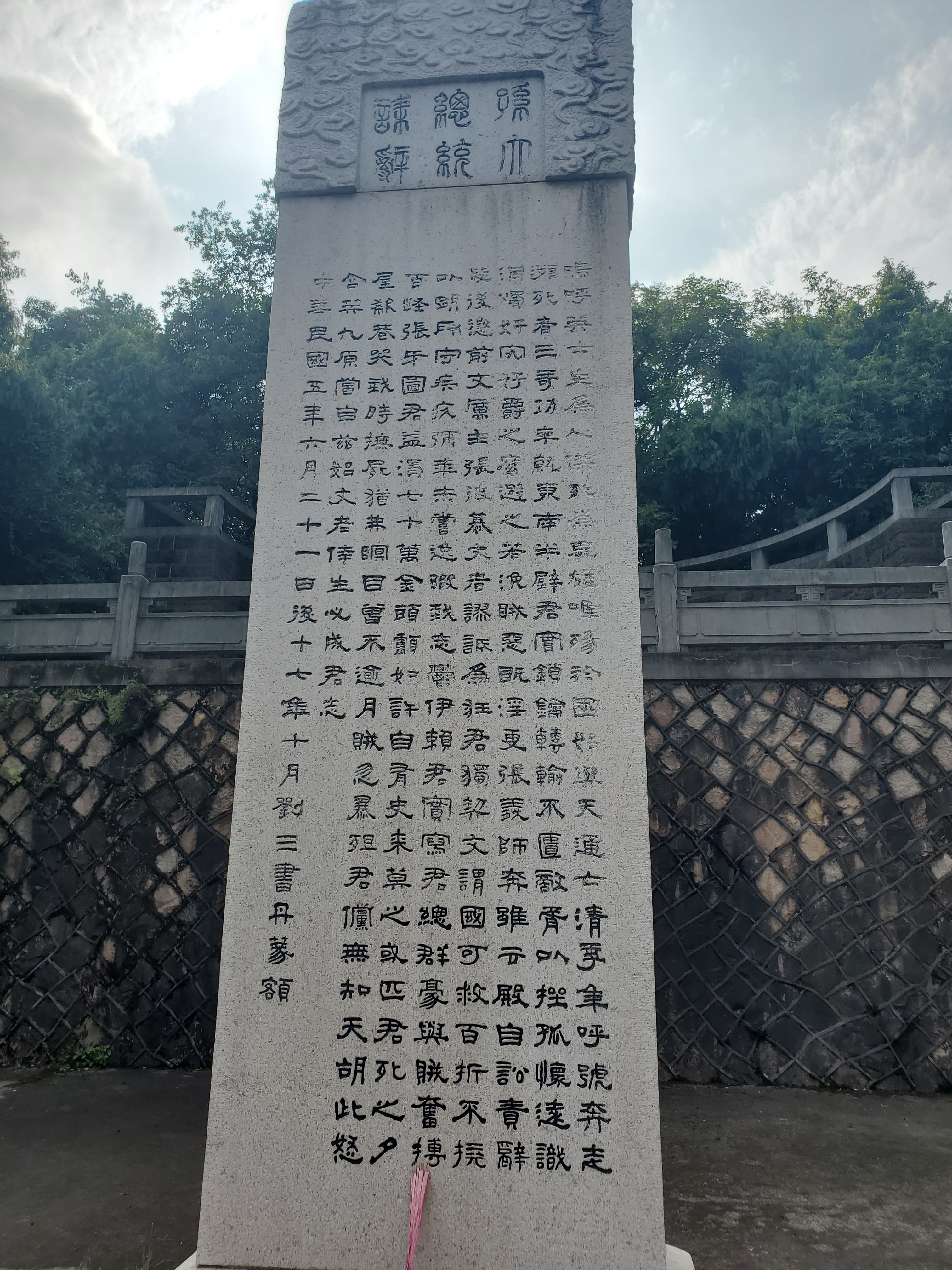
第一層祭臺花崗岩石碑
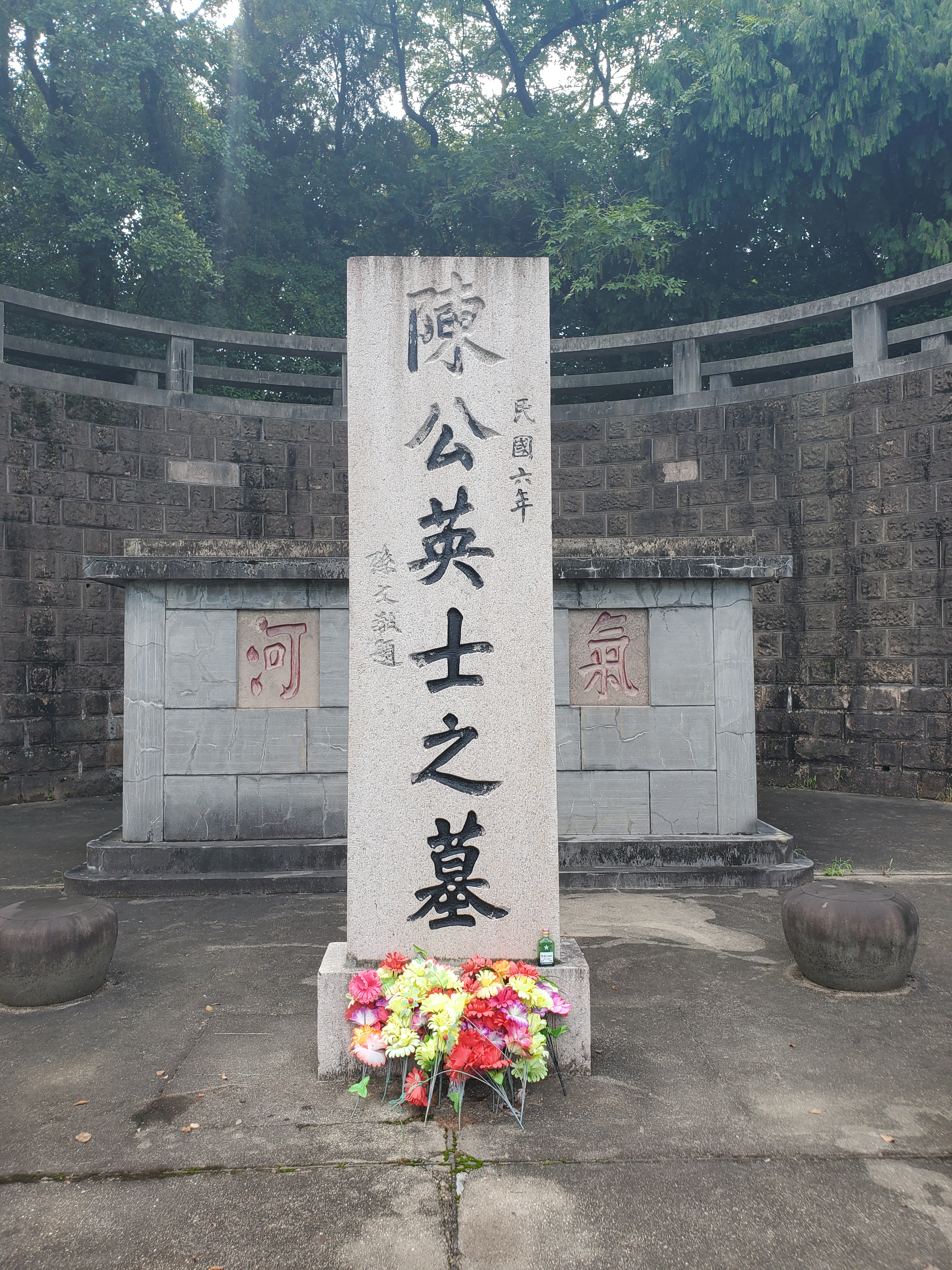
墓碑
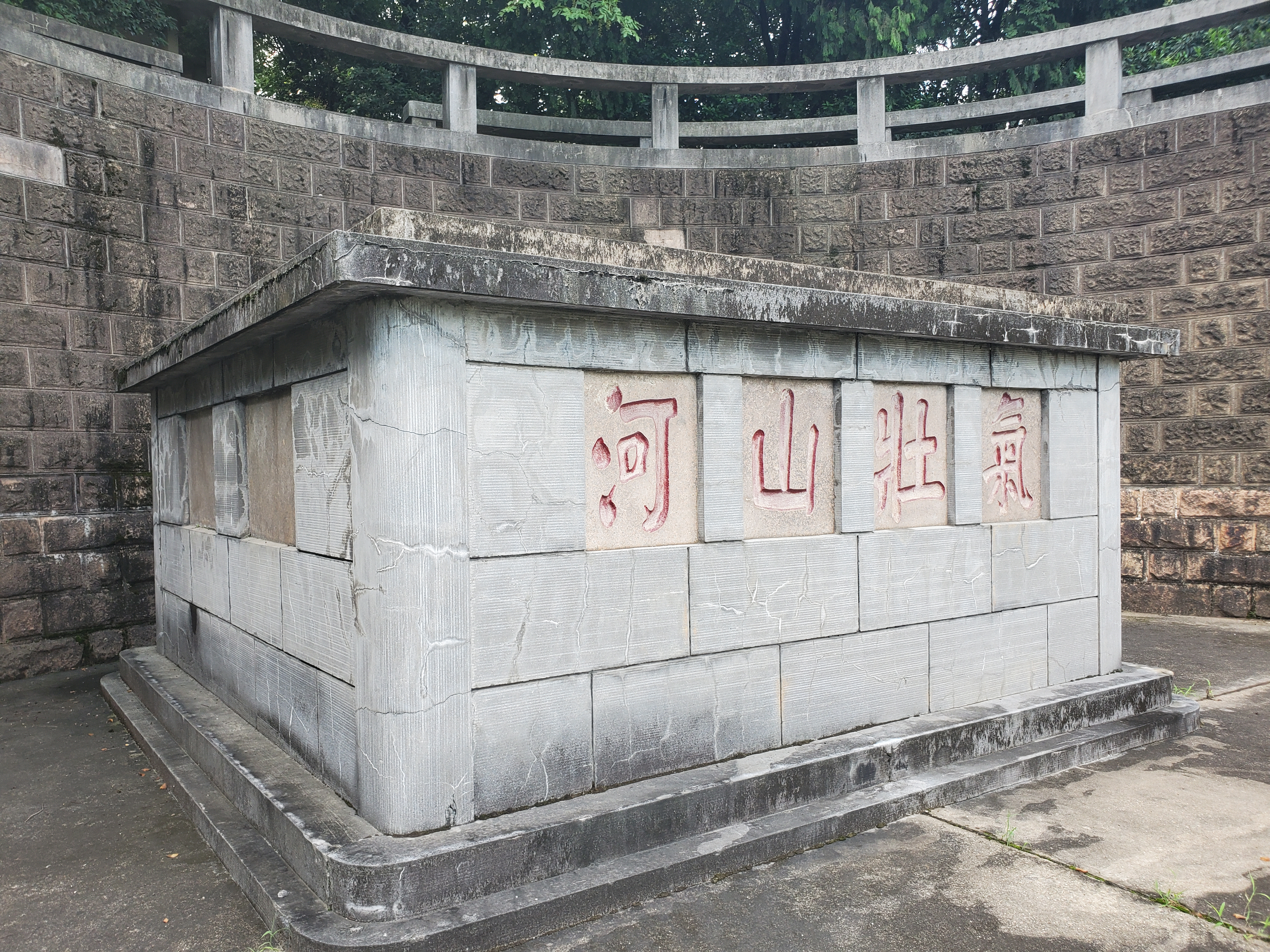
題有「氣壯山河」之墓體
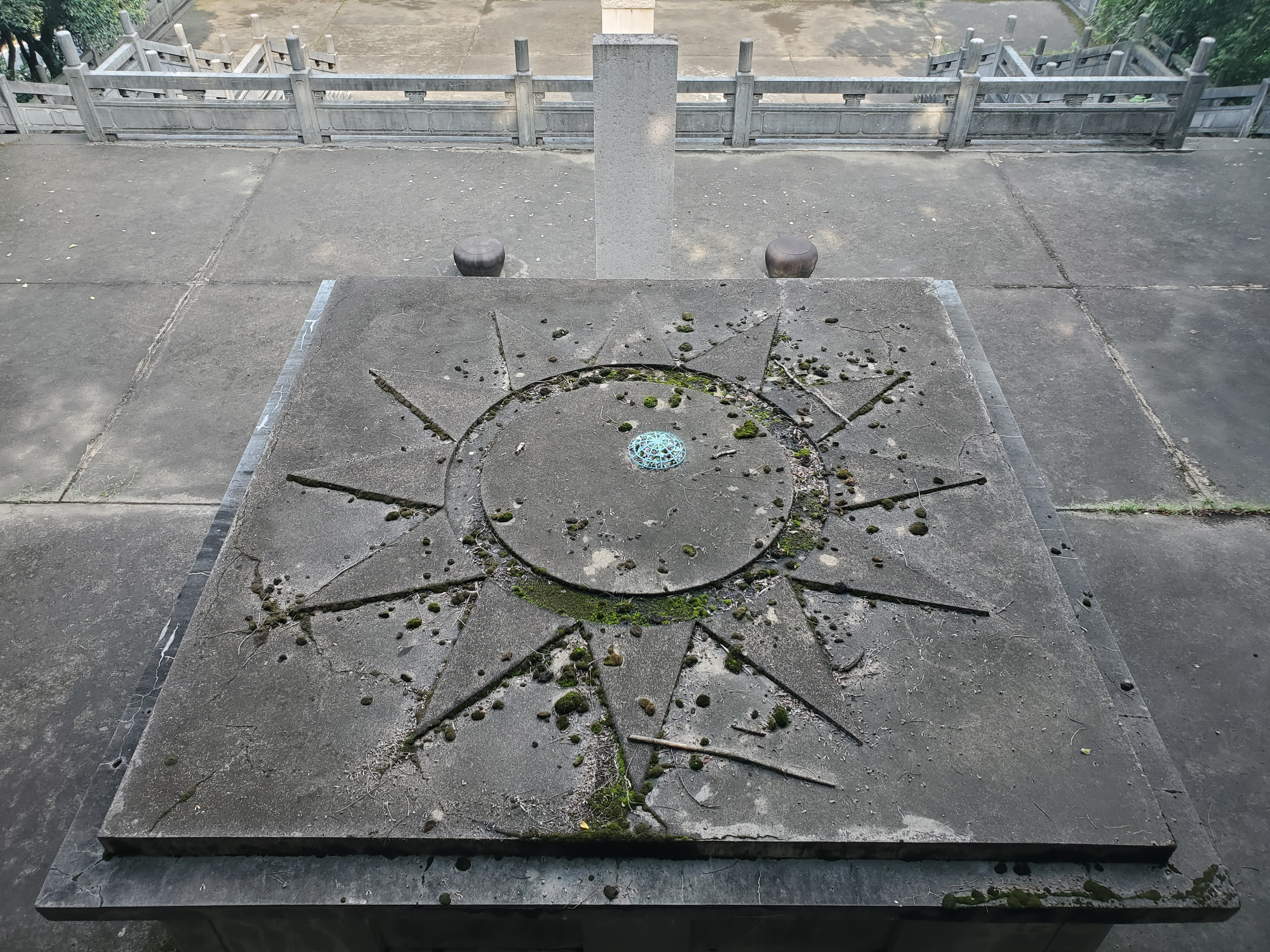
墓體上方的青天白日圖案
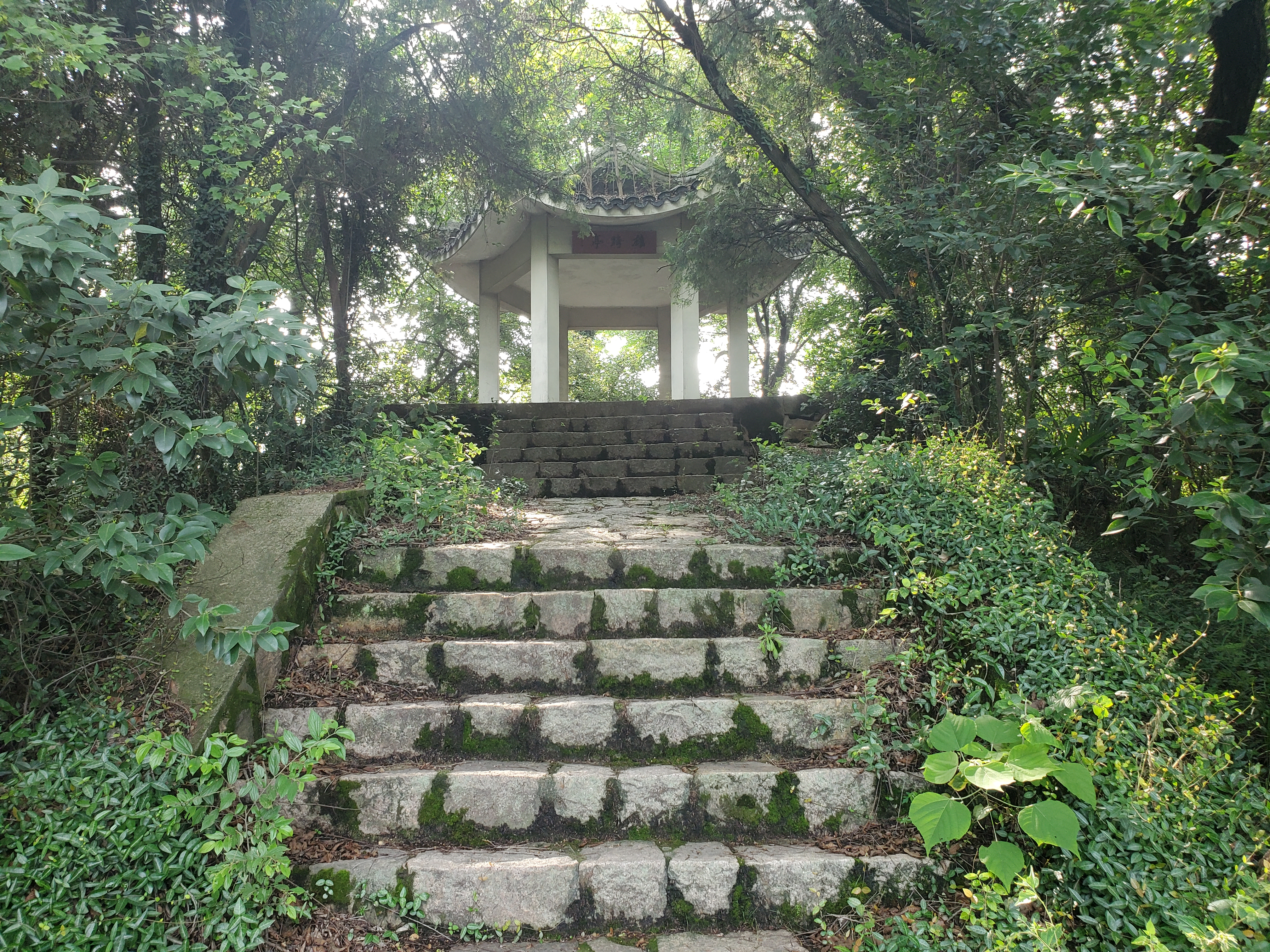
陳英士墓後的雄跨亭
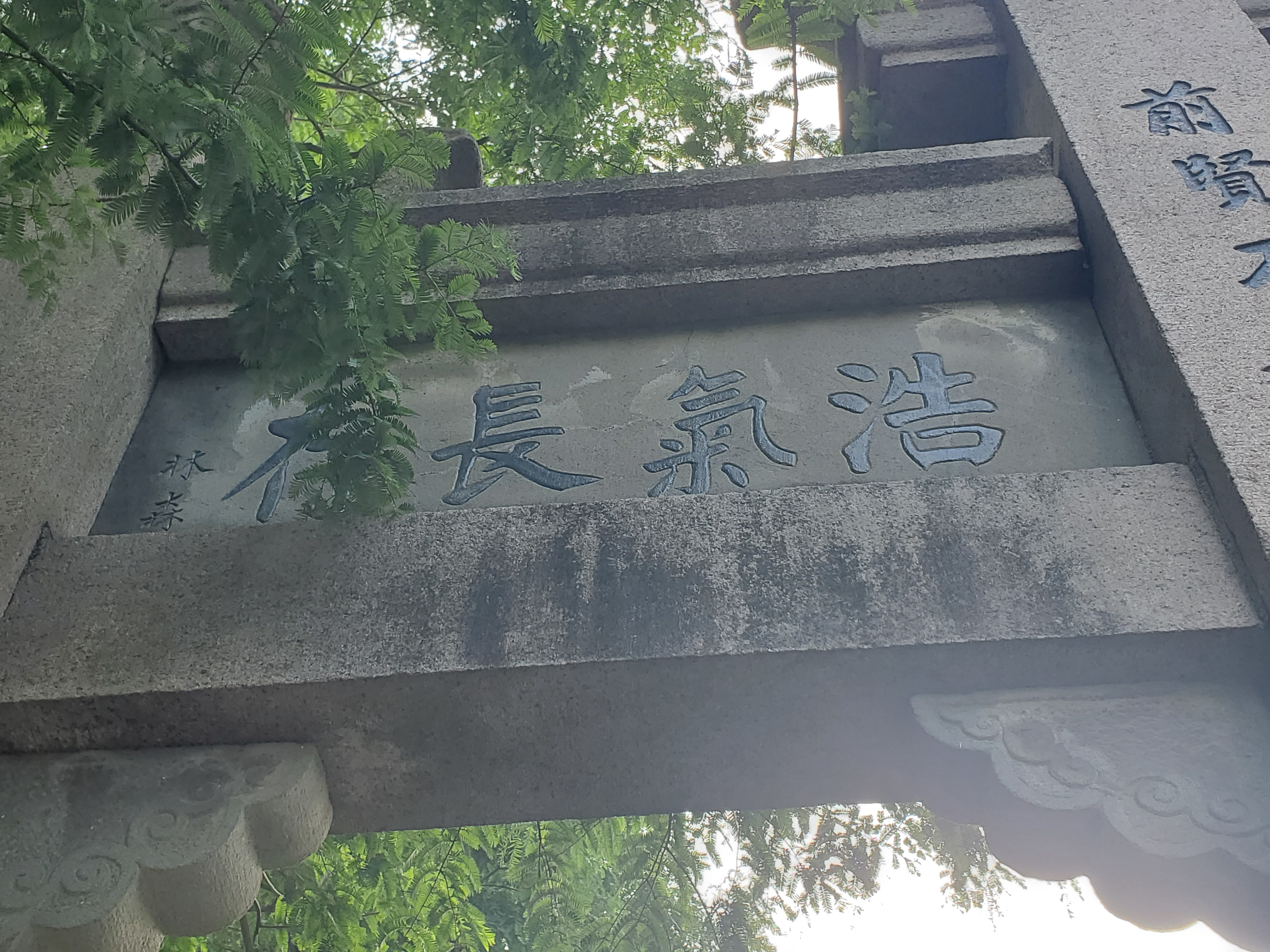
林森題詞「浩氣長存」
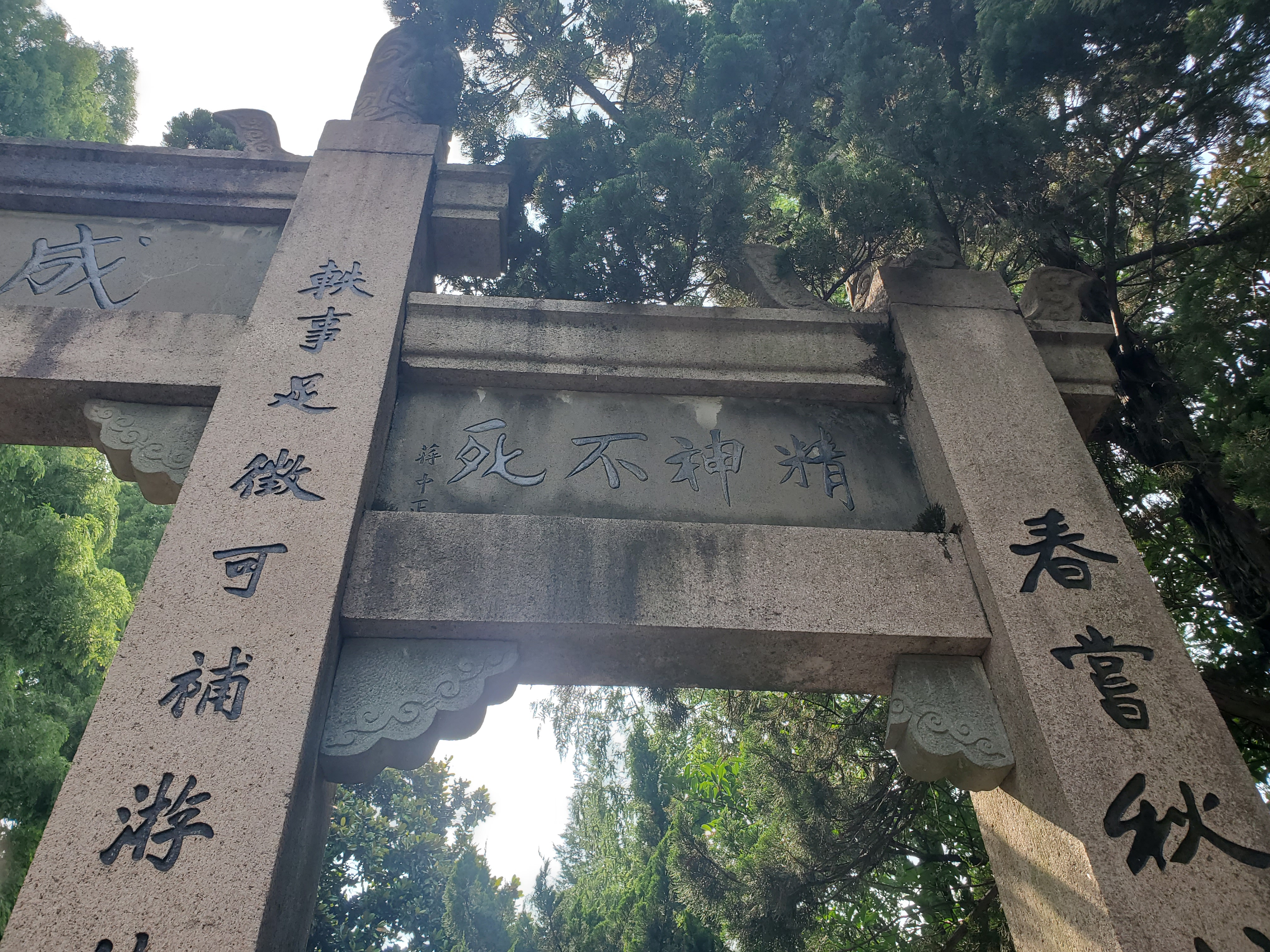
蔣中正題詞「精神不死」
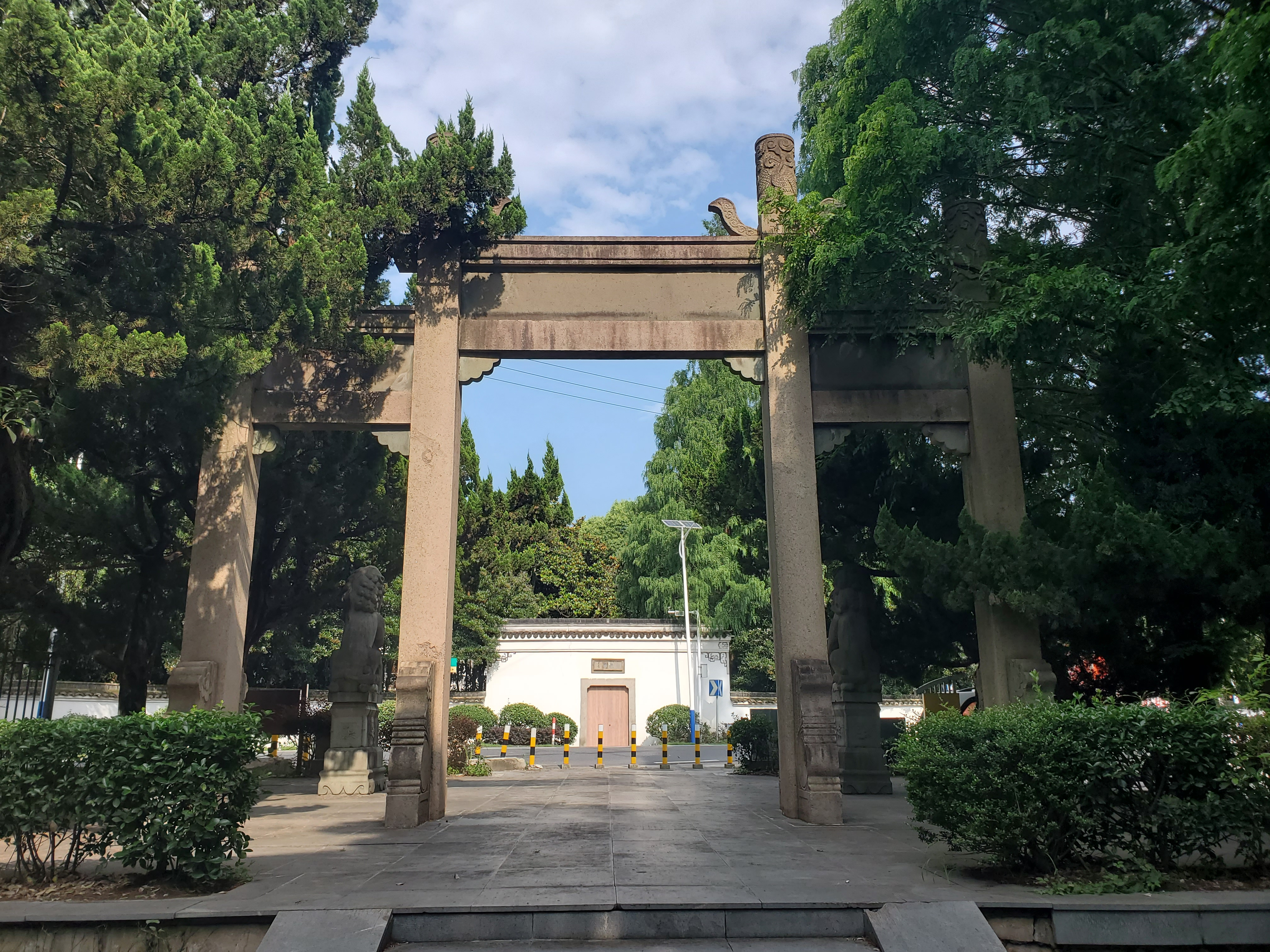
牌坊背面
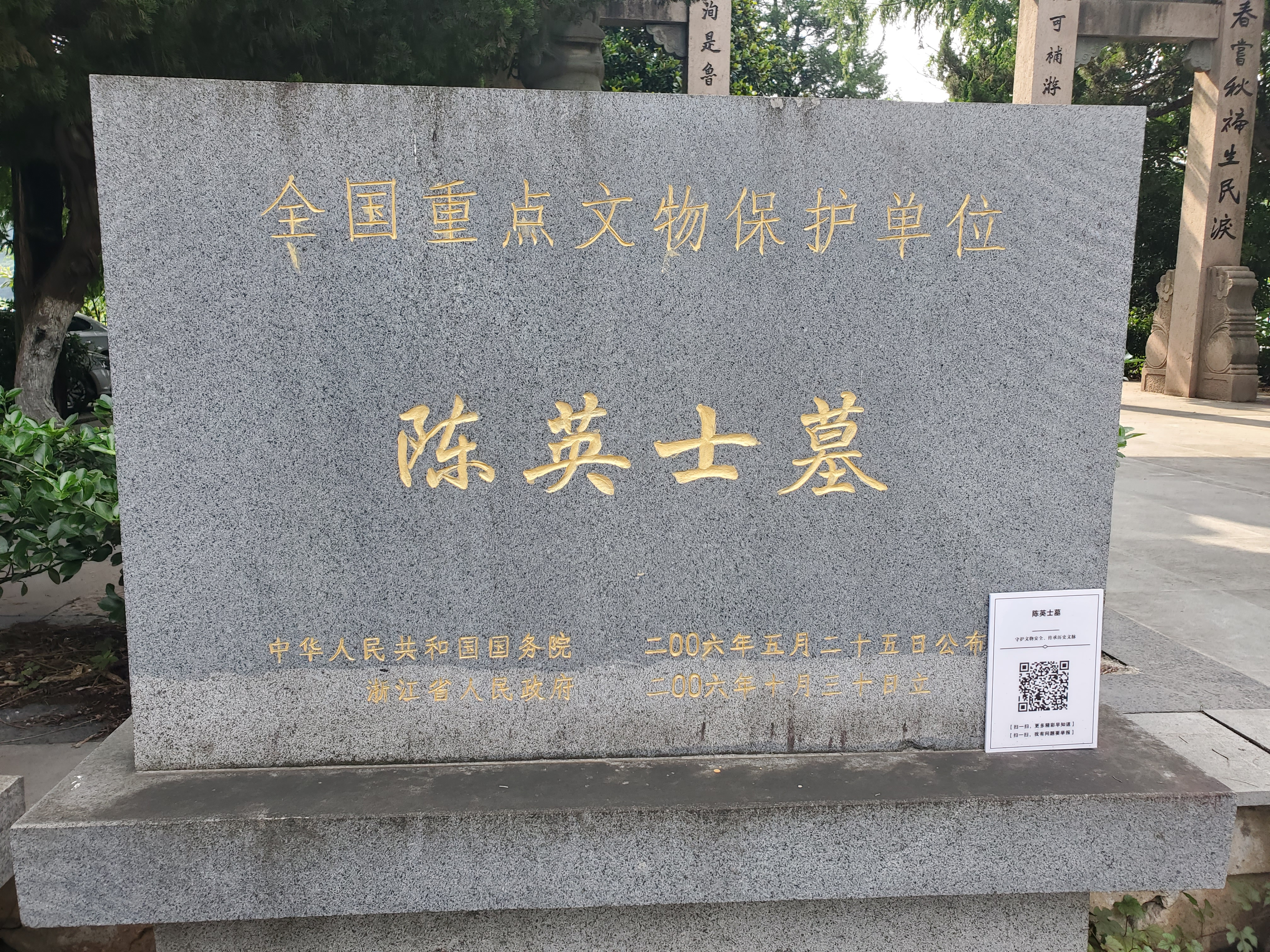
全國重點文物保護單位牌
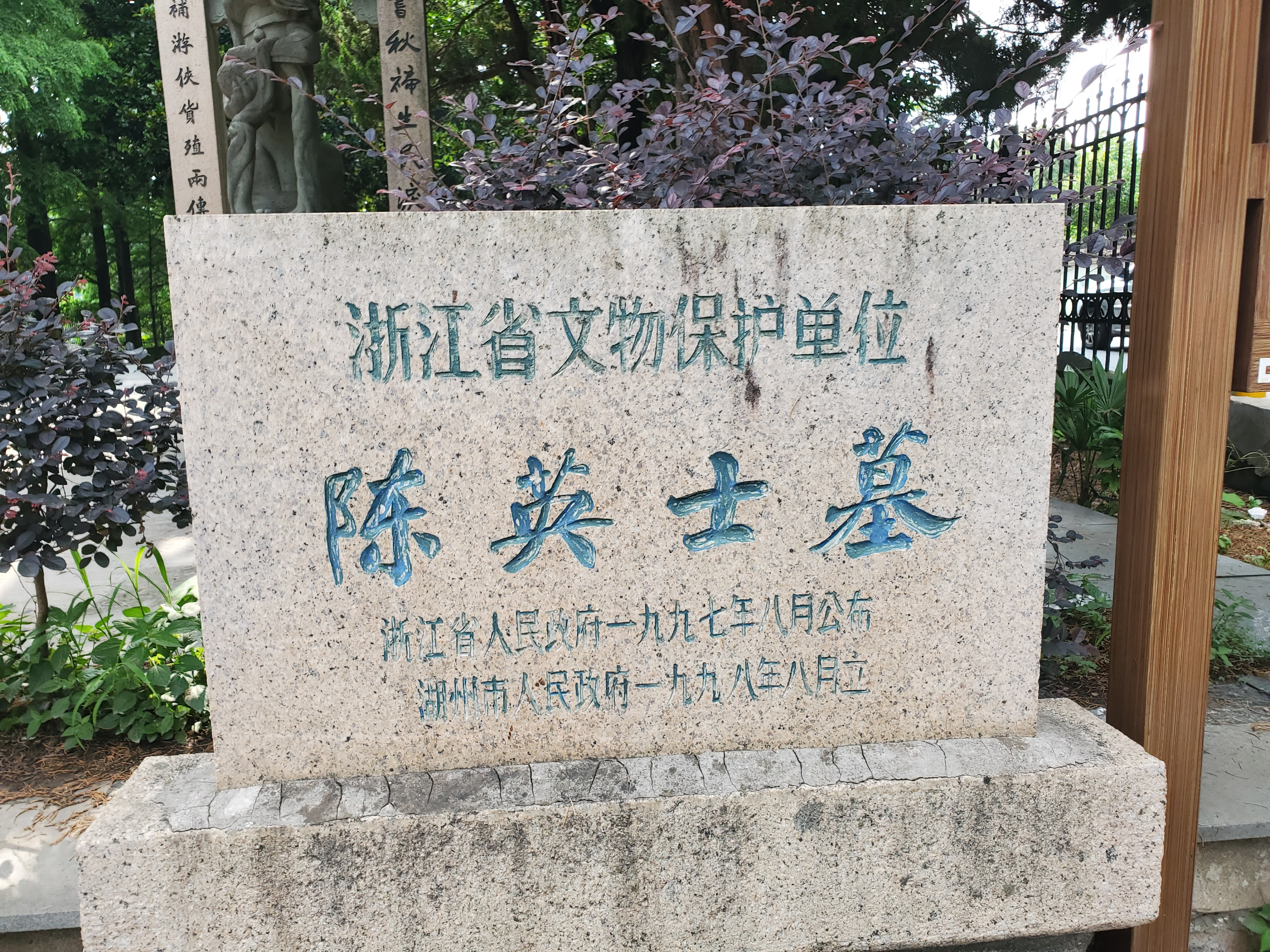
浙江省文保單位牌
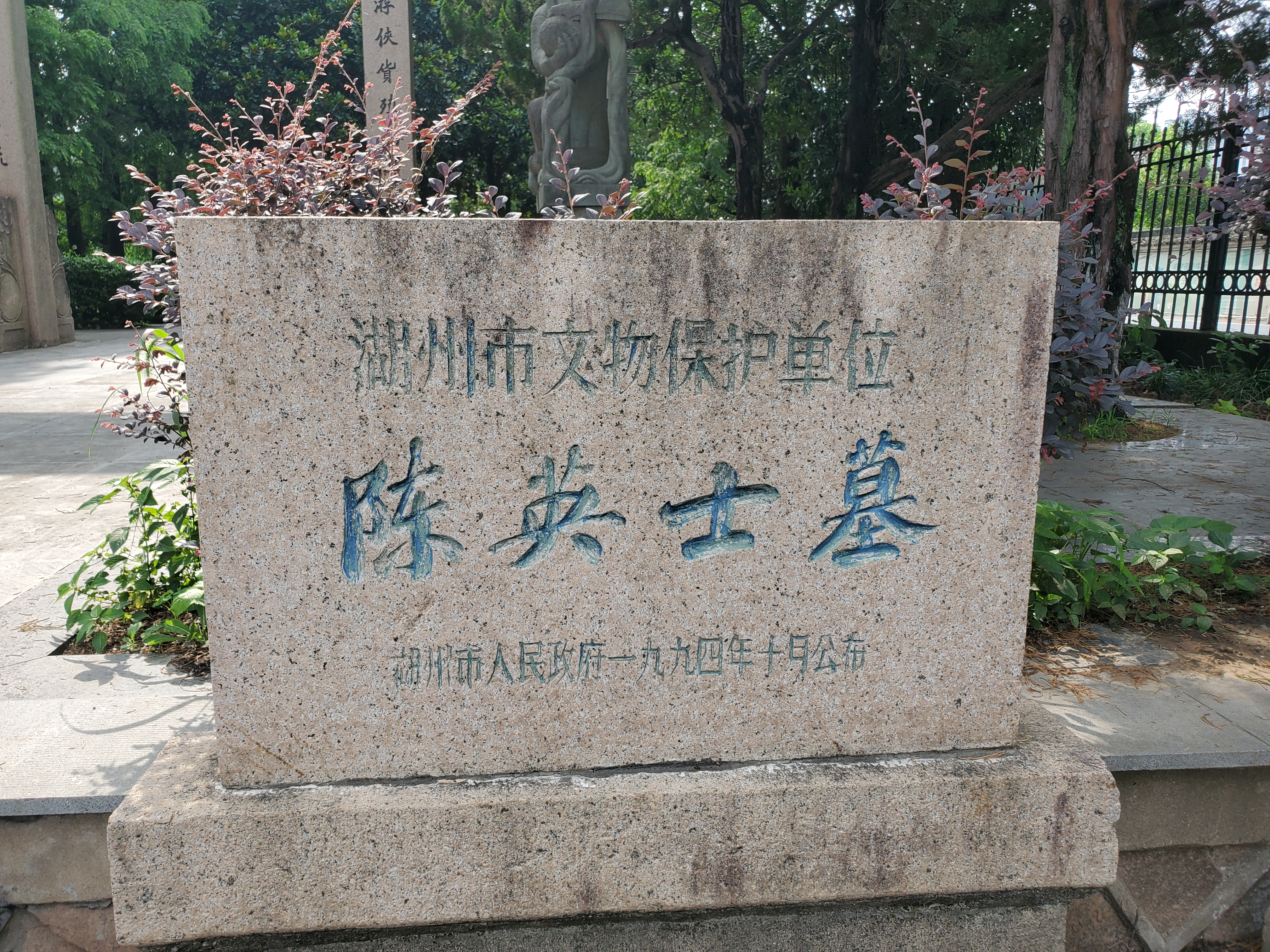
湖州市文保單位牌
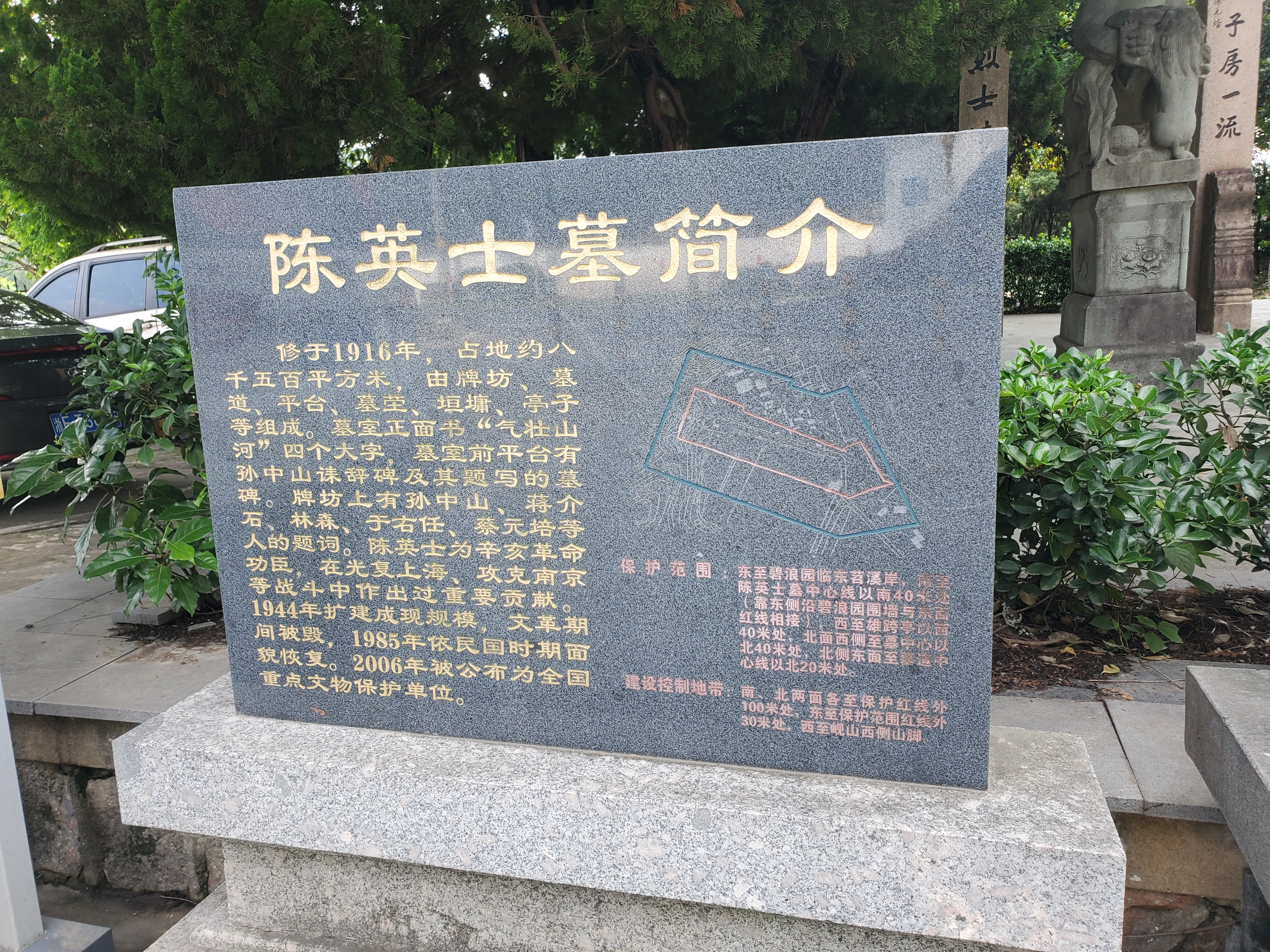
陳英士墓簡介